# المدرسة القبلية
المدرسة القبلية مدرسة افتتحت في عام 1950 ، وسميت بالقبلية نسبة إلى موقعها في الحي القبلي للعاصمة الكويتية ، وتعد أول مدرسة للبنات تعتمد نظام التعليم الحديث وتسمح بادخال مواد دراسية متطورة ضمن مناهج متجددة ومختلفة عن المناهج التي كانت سائدة في بداية تعليم الفتيات قبل عام 1950م ، وبمرور الوقت أصبح مبنى المدرسة أحد اهم المباني التاريخية التي يشرف عليها المجلس الوطني للثقافة والفنون والآداب وأصبح من المباني التاريخية الذي يأتي اليها الزوار.

## التأسيس

### الفكرة
تعد المدرسة القبلية أحد الصروح التعليمية المهمة في الكويت وكانت سباقة في الاعتماد على النظم التربوية الحديثة في مجال التعليم النظامي للبنات الذي انطلق عام 1937 بالمدرسة الوسطى قرب المدرسة المباركية للبنين ، وتوثق المدرسة القبلية أهم مراحل تعليم الفتيات في الكويت إذ أخذت على عاتقها مهمة إدخال المواد الدراسية المتطورة والمناهج المتجددة المختلفة عن سابقاتها ، وأطلق على المدرسة التي تم تشييدها عام 1950 اسم (المدرسة القبلية للتربية النسوية) بعد إعادة بنائها محل منزل السيد خلف النقيب الكائن بمنطقة القبلة الذي انهار عام 1945.

## المواد والبناء
مبنى المدرسة الكائن في منطقة القلبة كان منزلا للوجيه خلف النقيب لكنه انهار عام 1945 ، وبسبب طبيعة المواد الاولية المستخدمة في البناء والمتوفرة آنذاك تم بناء وتشييد المدرسة من الطين والحجارة البحرية وخشب (الساج) الذي دخل في صناعة الابواب والنوافذ فضلا عن خشب (الجندل) الوارد من الهند وشرق إفريقيا ، وإستخدم في أسقف المبنى ويصل طوله إلى ثالثة أمتار وقطره 10 سنتيمترات وهو عبارة عن عوارض متوازنة تصطف عرضا فوق الجدران ، كما يعلو خشب (الجندل) طبقة من (الباسجيل) أي شرائح من خشب (البامبو) ومن ثم (البواري) أو الحصير المنسوج من شرائط تغطى جميعها بطبقة من الطين المخلوط بالقش يبلغ سمكها حوالي 20 سنتميترا وترش بالرماد لتكون بمنزلة العازل للرطوبة إلى جانب استخدام (الطابوق الآجر) للاحواش لقدرته على امتصاص الماء وتلطيف الجو ومقاومة الحرارة.
كما أن المبنى كان يضم ثلاث مداخل وهي المدخل الرئيسي ويوجد في الواجهة الشمالية الشرقية تؤدي جميعها الى حوشين يعلوهما دور علوي ، لاسيما
أنه بعد انهيار مبنى منزل النقيب تم تشييد المدرسة القبلية بدال منه وذلك عام 1950 واطلق عليها مسمى (المدرسة القبلية للتربية النسوية)
حيث في العام الدراسي (1954 - 1955) بدأت دائرة المعارف تدريس اللغة الانكليزية بالمدرسة القبلية وكان عدد الطالبات آنذلك 12 طالبة تولت تدريسهن مدرستان اثنتان بمعدل حصتين أسبوعيا.

## مبني تاريخي

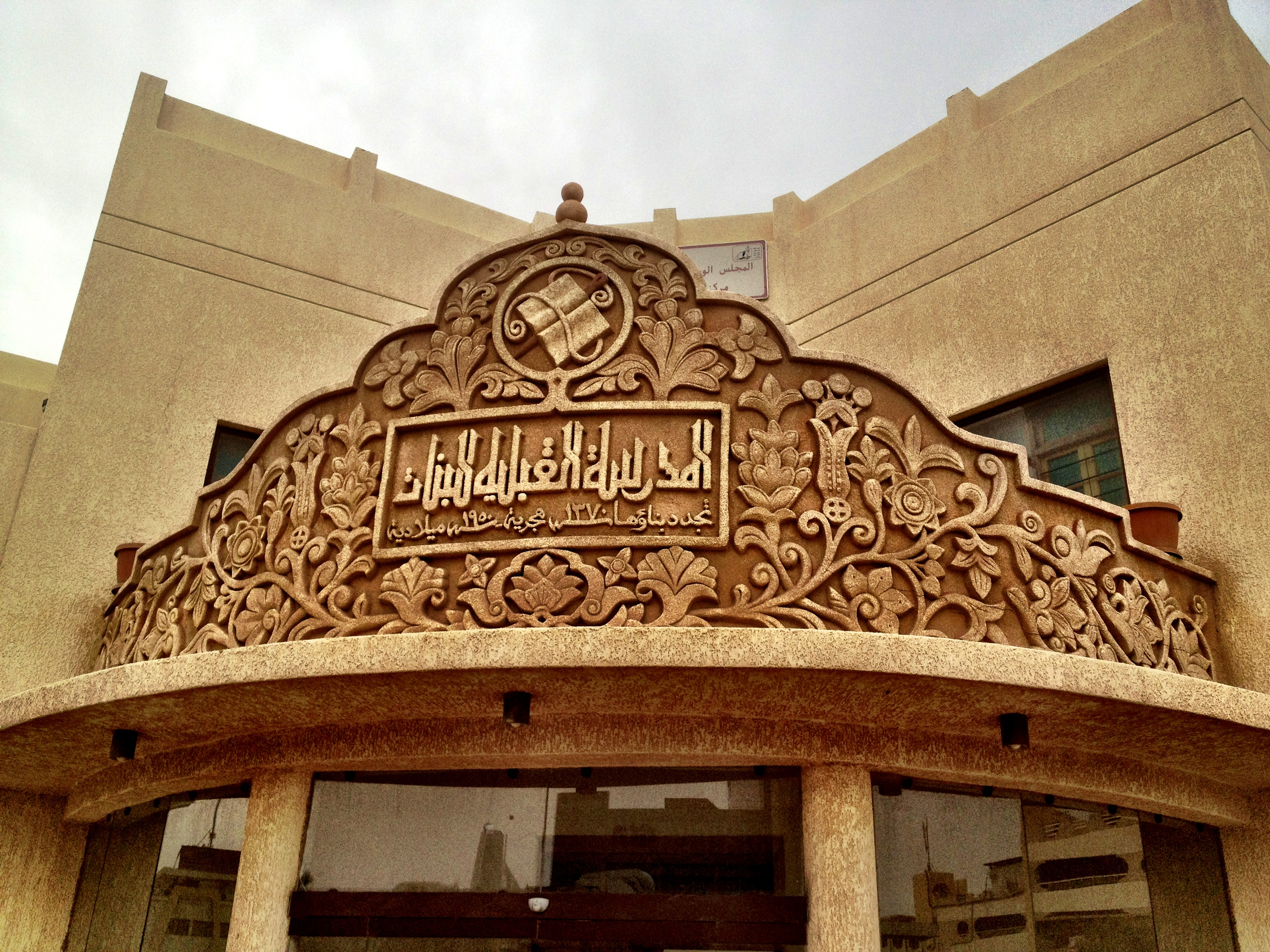
مدخل المدرسة القبلية للبنات بعد ترميمها

أدرج مبنى المدرسة القبلية ضمن المباني التاريخية التي يشرف عليها المجلس الوطني للثقافة والفنون والآداب وأعيد افتتاحه عقب إعادة تأهيله وترميمه عام 2001 بمناسبة الاحتفال بالكويت عاصمة للثقافة العربية ، وحاليا يعتبر مبنى المدرسة أحد المراكز الثقافية التابعة للمجلس ومقرا لقطاع الاثار والمتاحف والشؤون الهندسية وبعض الادارات الثقافية الاخري.

## الدراسة

### المناهج
بعد تطوير المناهج الدراسية في الكويت زاد إقبال الفتيات الكويتيات على الالتحاق بالمدرسة القبلية رغبة منهن في التعلم ومن أولى المدرسات في هذه المدرسة الاستاذة سعاد سيد رجب الرفاعي (الوكيلة المساعدة السابقة بوزارة التربية الكويتية) ، والاستاذة منيرة حمود الجراح الصباح والاستاذة غنيمة الغربللي والاستاذة أمل جعفر والاستاذة لولوة عبد المحسن الصقر والاستاذة حياة عدنان النقيب وغيرهن.

اول ناظرة للمدرسة القبلية - بنات

كما أن دائرة المعارف كانت تزود البنين والبنات بكل احتياجات العمل الدراسي من ملابس ومواد خياطة وكافة مستلزمات المدارس وبعد التوسع
العمراني في دولة الكويت وتنامي الكثافة السكانية انشئت مدارس عصرية للبنين والبنات ، اما عن تعليم الفتيات فقد بدأ آنذاك مع تحفيظهن القرآن الكريم على يد ولي الامر في المنزل أو على يد المدرسات الاوليات (المطوعات) اللواتي تعلمن قراءة القرآن ومبادئ الكتابة ، و حتى عام 1938 عرفت الكويت 45 مطوعة تفرقن في احياء الكويت وعلمن ما يقل عن ألفي فتاة قراءة القرآن الكريم.
علما بأنه لم تكن هناك أي شروط لقبول الطالبة لتلقي التعليم بل كانت تدرس في بعض الاحيان إلى جانب أقاربها من الاطفال الذكور ، وبعد عام 1926 زاد الاهتمام بتعليم الفتيات عندما افتتحت عائشة الازميري مدرسة متميزة للبنات وخرجت بعض الفتيات اللواتي قمن بدورهن بفتح مدارس جديدة على نمط مدرسة الازميري ، وكان يتم حينها توزيع الطالبات لثلاث مجموعات وهي (المستجدة) و (المتوسطة) و (الفاهمة) ، ويجلسن جميعن في غرفة واحدة ويبدأن تعلم القراءة والكتابة ومبادئ الحساب اضافة الى القرآن الكريم كما عرفت الفتاة في هذه المرحلة فن التطريز وحياكة الصوف والقطن ، خاصة أن هذا النوع من المدارس استمر حتى عام 1950 وسار جنبا إلى جنب مع مدارس التعليم النظامي الحكومي للبنات الذي انطلق عام (1937 - 1938) ، لاسيما أن الكويت في ذلك الوقت شهدت مجلسا مؤلفا من 12 شخصية كويتية برئاسة الشيخ عبدالله الجابر الذي بدأ ورفاقه التنبه إلى ضرورة تعليم الفتاة وعقدوا الاجتماعات لبحث هذا الامر وما يتوقعونه من ردود الفعل المجتمعية حتى تقرر فتح أول مدرسة نظامية للبنات عام 1937 حملت اسم المدرسة الوسطى وهي قريبة من مدرسة المباركية للبنين.